# Neobisium alticola
Neobisium alticola är en spindeldjursart som beskrevs av Beier 1973. Neobisium alticola ingår i släktet Neobisium och familjen helplåtklokrypare. Inga underarter finns listade i Catalogue of Life.